# Autophila libanotica
Autophila libanotica là một loài bướm đêm trong họ Erebidae.